# Murgul (district)
Murgul is een Turks district in de provincie Artvin en telt 6.114 inwoners (2007). Het district heeft een oppervlakte van 335,9 km². Hoofdplaats is Murgul.
De bevolkingsontwikkeling van het district is weergegeven in onderstaande tabel.
| 1997  | 2000  | 2007  |
| ----- | ----- | ----- |
| 9.407 | 8.543 | 6.114 |